# Vật chất (triết học)
Vật chất theo định nghĩa của Vladimir Ilyich Lenin là cái có trước, vật chất là cái tồn tại khách quan bên ngoài ý thức và không phụ thuộc vào ý thức và là cái quyết định ý thức; là cái tác động lại vật chất; và nó có quan hệ biện chứng qua lại với nhau.

## Các quan điểm về vật chất
Phạm trù vật chất xuất hiện ngay từ khi triết học mới ra đời trong thời kỳ cổ đại, dưới chế độ chiếm hữu nô lệ. Tuy nhiên nội dung của phạm trù này không phải là bất biến mà luôn luôn biến đổi và phát triển.
Khuynh hướng chung của các nhà triết học duy vật thời cổ đại là đi tìm một thực thể ban đầu nào đó và coi nó là yếu tố tạo ra tất cả các sự vật, hiện tượng khác nhau của thế giới, tất cả đều bắt nguồn từ đó và cuối cùng đều tan biến trong đó. Tức là họ muốn tìm một thực thể chung, là cơ sở bất biến của toàn bộ tồn tại, là cái được bảo toàn trong sự vật dù trạng thái và thuộc tính của sự vật có biến đổi và được gọi là vật chất (tiếng Latin là materia). Trong lịch sử triết học cổ đại, các nhà triết học duy vật cũng quan niệm vật chất rất khác nhau. Thales (624-547 trước Công nguyên) coi vật chất là nước, Anaximenes (585-524 trước Công nguyên) coi vật chất là không khí, Heraclitus (540-480 trước Công nguyên) coi vật chất là lửa, Democritus (460-370 trước Công nguyên) coi vật chất là các nguyên tử... Nói chung các nhà triết học cổ đại quan niệm vật chất dưới dạng cảm tính và quy vật chất thành một thực thể cụ thể, cố định. Mặc dù có những hạn chế về mặt lịch sử, song những quan niệm trên lại có ý nghĩa tích cực trong việc đấu tranh chống lại quan niệm duy tâm thời bấy giờ.
Đến thời kỳ cận đại, khoa học phát hiện ra sự tồn tại của nguyên tử, cho nên quan niệm của thuyết nguyên tử về cấu tạo của vật chất ngày càng được khẳng định. Trong giai đoạn thế kỷ 17 - thế kỷ 18, mặc dù đã có những bước phát triển, đã xuất hiện những tư tưởng biện chứng nhất định trong quan niệm về vật chất, song quan niệm đó ở các nhà triết học duy vật thời kỳ này về cơ bản vẫn mang tính chất cơ giới, đó là khuynh hướng đồng nhất vật chất với nguyên tử hoặc với khối lượng. Quan niệm này chịu ảnh hưởng khá mạnh bởi cơ học cổ điển của Newton, một lĩnh vực của vật lý được coi là phát triển hoàn thiện nhất thời bấy giờ. Cơ học cổ điển coi khối lượng của vật thể là đặc trưng cơ bản và bất biến của vật chất; thế giới bao gồm những vật thể lớn nhỏ khác nhau, cái nhỏ nhất không thể phân chia nhỏ hơn là các nguyên tử; đặc trưng cơ bản của mọi vật thể là khối lượng; tính tất yếu khách quan trong hiện thực là tính tất yếu khách quan được thể hiện qua các định luật cơ học của Newton; vật chất, vận động, không gian và thời gian là những thực thể khác nhau cùng tồn tại chứ không có quan hệ ràng buộc nội tại với nhau. Quan niệm này tồn tại và được các nhà triết học duy vật cũng như các nhà khoa học tự nhiên nổi tiếng sử dụng cho đến tận cuối thế kỷ 19.
Karl Marx và Friedrich Engels nêu lên sự đối lập giữa vật chất với ý thức, về tính thống nhất vật chất của thế giới, về tính khái quát của phạm trù vật chất và sự tồn tại của vật chất dưới các dạng cụ thể. Theo Engels thì cần phân biệt các dạng tồn tại khách quan của vật chất và khái niệm về vật chất. Vật chất với tư cách là một phạm trù triết học không có tồn tại cảm tính khác với các đối tượng vật chất cụ thể. Theo ông "Những từ như vật chất và vận động chỉ là sự tóm tắt trong đó chúng ta tập hợp theo những thuộc tính của chúng, rất nhiều sự vật khác nhau có thể cảm biết được bằng giác quan". Engels đặc biệt nhấn mạnh phê phán quan điểm đem quy vật chất về nguyên tử, về những hạt nhỏ đồng nhất hoàn toàn giống nhau về chất, chỉ khác nhau về lượng, ông coi đó là siêu hình, mang tính cơ giới, qua đó ông nêu lên tính vô hạn và vô tận, tính không thể sáng tạo và không thể tiêu diệt được của vật chất và các hình thức tồn tại của nó là không gian và thời gian. Ở đây cần phân biệt quan niệm vật chất với tư cách là một phạm trù triết học với quan niệm của vật lý học và các khoa học khác về vật chất. Lenin định nghĩa vật chất:
| “       | "...vật chất là phạm trù triết học dùng để chỉ thực tại khách quan được đem lại cho con người trong cảm giác, được cảm giác của chúng ta chép lại, chụp lại, phản ánh và tồn tại không lệ thuộc vào cảm giác". | ” |
| — Lenin | |   |

## Ý nghĩa
Sự ra đời khái niệm về vật chất đặt nền tảng về nhận thức và phương pháp cho một thế giới quan khoa học, hiện đại; giúp lý giải mọi vận động và biến đổi của dạng vật chất trong xã hội và những hoạt động thực tiễn của con người.

## Phương thức tồn tại của vật chất
Phương thức tồn tại của vật chất là vận động. Vận động là mọi sự biến đổi nói chung, “là thuộc tính cố hữu của vật chất”, “là phương thức tồn tại của vật chất”, "là sự tự vận động của vật chất".
Có năm hình thức cơ bản của vận động: vận động cơ học, vận động vật lý, vận động hoá học, vận động sinh học và vận động xã hội. Quan hệ giữa các hình thức vận động: khác nhau về trình độ của vận động, vận động cao trên cơ sở vận động thấp, mỗi sự vật có nhiều hình thức vận động. Vận động là tuyệt đối, đứng im là tương đối.

## Hình thức thức tồn tại của vật chất
Hình thức thức tồn tại của vật chất gồm không gian, thời gian và vận động.

## Mối quan hệ giữa vật chất và ý thức
Mối quan hệ giữa vật chất và ý thức là vấn đề cơ bản của triết học. Phạm trù vật chất và mối liên hệ giữa vật chất và ý thức đã được các nhà triết học trước Marx quan tâm với nhiều quan điểm khác nhau và luôn diễn ra cuộc đấu tranh giữa chủ nghĩa duy tâm và chủ nghĩa duy vật trong suốt lịch sử của triết học.
Quan điểm Marxist cho rằng chỉ có một thế giới duy nhất và thống nhất là thế giới vật chất. Thế giới vật chất tồn tại khách quan có trước và độc lập với ý thức con người.